# 帕特里克·舍贝里
帕特里克·舍贝里（瑞典語：Patrik Sjöberg，1965年1月5日—），瑞典男子田径运动员。他曾代表瑞典参加1984年、1988年和1992年夏季奥林匹克运动会田径比赛，获得一枚铜牌。